# Provincia de Argel
La Provincia de Argel (en árabe: ولاية الجزائر‎) es una provincia (valiato) de Argelia, derivada del viejo Departamento francés de Algiers. Su prefectura (capital administrativa) es la ciudad de Argel. Cuenta con una población de 2.562.000 habitantes.

## Municipios con población en abril de 2008
- Aïn Benian 68,354
- Aïn Taya 34,501
- Baba Hassen 23,756
- Bab El Oued 64,732
- Bab Ezzouar 96,597
- Bachdjerrah 93,289
- Baraki 116,375
- Ben Aknoun 18,838
- Beni Messous 36,191
- Birkhadem 77,749
- Bir Mourad Raïs 45,345
- Birtouta 30,575
- Bologhine 43,835
- Bordj El Bahri 52,816
- Bordj El Kiffan 151,950
- Bourouba 71,661
- Bouzereah 83,797
- Casbah 36,762
- Chéraga80,824
- Dar El Beïda 80,033
- Dely Ibrahim 35,230
- Djasr Kasentina 133,247
- Douera 56,998
- Draria 44,141
- El Achour 41,070
- El Biar 47,332
- El Djazaïr 75,541
- El Hammamet 23,990
- El Harrach 48,869
- El Madania 40,301
- El Magharia 31,453
- El Marsa 12,100
- El Mouradia 22,813
- Harraoua 27,565
- Hussein Dey 40,698
- Hydra 31,133
- Khraicia 27,910
- Kouba 104,708
- Les Eucalyptus 116,107
- Mahelma 20,758
- Mohamed Belouizdad 44,050
- Mohammadia 62,543
- Oued Koriche 46,182
- Oued Smar 32,062
- Ouled Chebel 20,006
- Ouled Fayet 27,593
- Rahmania 7,396
- Raïs Hamidou 28,451
- Reghaïa 85,452
- Rouïba 61,984
- Saoula 41,690
- Sidi M'Hamed 67,873
- Sidi Moussa 40,750
- Souidania 17,105
- Staoueli 47,664
- Tessala El Merdja 15,847
- Zéralda 51,552

## División administrativa

Comunas de la provincia de Argel.

La provincia está dividida en 13 dairas (distritos), que a su vez se dividen en 57 comunas (ciudades).